# Мая Рудольф
Мая Хабіра Рудольф (англ. Maya Khabira Rudolph; нар. 27 липня 1972, Ґейнсвілл, Флорида, США) — американська акторка, комедіантка та співачка. Вона також озвучила персонажів багатьох мультфільмів, серед яких «Шрек Третій» (2007), «Турбо» (2013) і «Супер шістка» (2014).

## Біографія

### Юні роки
Рудольф народилася в Гейнсвіллі, Флорида. Вона є дочкою соул-співачки Мінні Ріпертон і композитора Річарда Рудольфа. Її мати була афроамериканкою, а батько євреєм з російськими, литовськими, німецькими та угорськими коренями. Мати померла, коли Рудольф було всього лише 6 років. Дід по батьковій лінії Сідні Рудольф володів мережею ресторанів Wendy's і Rudy's в окрузі Дейд штату Флорида, де він також був відомий за благодійні пожертви. Вона вчилася в школі Crossroads School в Санта-Моніці, де подружилася з Гвінет Пелтров і Джеком Блеком.
Навчалася в Університеті Каліфорнії у Санта-Крусі, який закінчила зі ступенем бакалавра (спеціальність «Фотографія») в 1995 році.

### Кар'єра акторки
Первісну популярність Рудольф здобула, будучи учасницею альтернативної рок-групи «The Rentals», після якої приєдналася до імпровізаційної комедійної трупи «The Groundlings», де також виступали її подруги і колеги по фільму «Подружки нареченої» (2011) Крістен Віг, Мелісса Маккарті і Венді Маклендон-Кові. 2000 року Рудольф приєдналася до акторського складу передачі «Суботнім вечором в прямому ефірі» (англ. Saturday Night Live).
Сім'я Рудольф також подружилася з родиною Пелтроу. 2000 року Мая і її батько виступили в якості музичних супервайзерів для фільму Брюса Пелтроу Дуети, у якому Гвінет Пелтроу виконала одну з головних ролей.
Рудольф стала популярна після численних виступів в Saturday Night Live з 2000 по 2007 рік. Рудольф найчастіше пародіює Донателлу Версаче і Крістіну Агілеру. Також її скетчі включають пародії на таких зірок і публічних особистостей, як Жаклін Кеннеді (Джекі), Барбара Стрейзанд, Бейонсе, Кондоліза Райс, Іванка Трамп, Дженніфер Лопез, Ліза Кудроу, Лайза Міннеллі, Люсі Лью, Мішель Обама, Неллі Фуртадо, Опра Вінфрі, Періс Хілтон, Тайра Бенкс і Вітні Х'юстон.
У квітні 2004 року зайняла 20 місце в списку «Найсмішніших людей Америки», складеному виданням Entertainment Weekly.
Після декількох невеликих ролей в кіно і на телебаченні Мая з'явилася у фільмі 2006 року «Компаньйони», де виконала значну роль. Пізніше вона виконала одну з головних ролей у фільмі «Ідіократія», разом з Люком Вілсоном.
Покинувши «SNL» в 2007 році, Рудольф з'явилася у фільмах «В дорозі» (2009) та «Однокласники» (2010), де зіграла роль дружини героя Кріса Рока.
Ще більшої популярності Рудольф досягла після виконання однієї з головних ролей в комерційному плані і критично успішному фільмі «Подружки нареченої» в 2011 році. Восени того ж року вона виконала одну з головних ролей в комедійному серіалі NBC «Всю ніч безперервно». Під час зйомок серіалу Мая була вагітна. На 7 місяці вагітності вона взяла перерву, але вже через 3 місяці після пологів повернулася до зйомок.
2012 року Рудольф повернулася в «Saturday Night Live», але вже в якості запрошеної зірки в своєму епізоді і отримала за свій виступ номінацію на премію «Еммі».
2014 року знялася у фільмі «Вроджена вада» режисера, а також фактичного чоловіка Рудольф, Пола Томаса Андерсона.
В кінці 2017 року Мая знялася разом з Мелісою Маккарті і Елізабет Бенкс в комедії «Іграшки для дорослих» режисера Брайана Генсона (сина творця Маппет-шоу Джима Генсона).
2018 року Рудольф з'явилася в серіалі «У кращому світі», за роль в якому була номінована на премію «Еммі» в категорії «Краща запрошена актриса в комедійному серіалі».

### Кар'єра акторки озвучування
2007 року Мая Рудольф озвучила Рапунцель у мультфільмі Шрек Третій. В подальшому її голосом заговорили багато інших героїв мультфільмів. В якості акторки озвучування вона зіграла різні ролі в мультсеріалі для дорослих Netflix «Big Mouth», прем'єра якого відбулася 2017 року.

### Особисте життя
З 2001 року Рудольф живе разом з режисером Полом Томасом Андерсоном. У пари є четверо дітей — три дочки, Перл (нар. 2005) і Люсіль (нар. 2009) та Мінні (нар. 2013), а також син Джек (нар. 2011).

### Фільмографія
| Рік  |    | Українська назва                           | Оригінальна назва                          | Роль                                        |
| ---- | -- | ------------------------------------------ | ------------------------------------------ | ------------------------------------------- |
| 2024 | ф  | Уявні друзі                                | IF                                         | Еллі (озвучування)                          |
| 2022 | ф  | Зачарована 2                               | Disenchanted                               | Мальвіна Монро                              |
| 2021 | ф  | Лакрична піца                              | Licorice Pizza                             | Гейл                                        |
| 2021 | мф | Лука                                       | Luca                                       | Даніелла (озвучування)                      |
| 2020 | мф | Віллоби                                    | The Willoughbys                            | няня (озвучування)                          |
| 2019 | мф | Angry Birds у кіно 2                       | The Angry Birds Movie 2                    | Матильда (озвучування)                      |
| 2019 | ф  | Винна країна                               | Wine Country                               | Наомі                                       |
| 2019 | ф  | Освіта                                     | Booksmart                                  | мотиваційний голос (озвучування)            |
| 2019 | мф | Lego Фільм 2                               | Cold Pursuit                               | мати (озвучування)                          |
| 2018 | с  | Назавжди                                   | Forever                                    | Джун Гофман                                 |
| 2018 | ф  | Душа компанії                              | Life of the Party                          | Крістін Девенпорт                           |
| 2018 | ф  | Іграшки для дорослих                       | The Happytime Murders                      | Бабблз                                      |
| 2018 | с  | У кращому світі                            | The Good Place                             | Суддя                                       |
| 2017 | мф | Емоджі Муві                                | The Emoji Movie                            | Смайлер (озвучування)                       |
| 2017 | с  | Різдвяна історія наживо!                   | A Christmas Story Live!                    | мати Паркера                                |
| 2017 | ф  | Каліфорнійський дорожній патруль           | CHiPs                                      | Гейл Ернандес, сержант поліції              |
| 2017 | мф | Реальна білка 2                            | The Nut Job 2: Nutty by Nature             | Зайка (озвучування)                         |
| 2017 | ф  | Нам тут не місце                           | We Do not Belong Here                      | Джоанн                                      |
| 2016 | мф | Моя школа тоне в морі                      | My Entire High School Sinking Into the Sea | Верті (озвучування)                         |
| 2016 | ф  | Поп-зірка: Не переставай, не зупиняйся     | Popstar: Never Stop Never Stopping         | Дебора                                      |
| 2016 | мф | Angry Birds у кіно                         | The Angry Birds Movie                      | Матильда (озвучування), Поппі (озвучування) |
| 2016 | ф  | Містер Свиня                               | Mr. Pig                                    | Юніс                                        |
| 2015 | ф  | Сестри                                     | Sisters                                    | Бринда                                      |
| 2015 | ф  | Дуже Мюрреєвське різдво                    | A Very Murray Christmas                    | співачка                                    |
| 2015 | ф  | План Меггі                                 | Maggie's Plan                              | Феліція                                     |
| 2015 | мф | Дивні чари                                 | Strange Magic                              | Гризельда (озвучування)                     |
| 2014 | мф | Супер шістка                               | Big Hero 6                                 | тітка Кесс (озвучування)                    |
| 2014 | ф  | Вроджена вада                              | Inherent Vice                              | Петунія Ліуей                               |
| 2014 | мф | Реальна білка                              | The Nut Job                                | Зайка (озвучування)                         |
| 2013 | мф | Турбо                                      | Turbo                                      | Опік (озвучування)                          |
| 2013 | ф  | Однокласники 2                             | Grown Ups 2                                | Діані МакКензі                              |
| 2013 | ф  | Дорога, дорога додому                      | The Way, Way Back                          | Кейтлін                                     |
| 2011 | ф  | Друзі з дітьми                             | Friends with Kids                          | Леслі                                       |
| 2011 | ф  | Мій хлопець із зоопарку                    | Zookeeper                                  | Моллі (озвучування)                         |
| 2011 | ф  | Подружки нареченої                         | Bridesmaids                                | Лілліан Донован                             |
| 2010 | ф  | Однокласники                               | Grown Ups                                  | Діані МакКензі                              |
| 2010 | ф  | СуперМакҐрубер                             | MacGruber                                  | Кейсі Фіцпатрік                             |
| 2009 | ф  | В дорозі                                   | Away We Go                                 | Верона Де Тессант                           |
| 2007 | мф | Шрек Третій                                | Shrek the Third                            | Рапунцель (озвучування)                     |
| 2006 | ф  | Ідіократія                                 | Idiocracy                                  | Рита                                        |
| 2006 | ф  | Компаньйони                                | A Prairie Home Companion                   | Моллі                                       |
| 2004 | ф  | 50 перших поцілунків                       | 50 First Dates                             | Стейсі                                      |
| 2004 | ф  | Прокиньтеся, Рон Бургунді: Втрачений фільм | Wake Up, Ron Burgundy: The Lost Movie      | Каншаша X                                   |
| 2003 | ф  | Дюплекс                                    | Duplex                                     | Тара                                        |
| 2000 | ф  | Дуети                                      | Duets                                      | провідна караоке                            |
| 2000 | ф  | Чак і Бак                                  | Chuck & Buck                               | Джамілла                                    |
| 1997 | ф  | Гаттака                                    | Gattaca                                    | медсестра                                   |
| 1997 | ф  | Краще не буває                             | As Good as It Gets                         | жінка-поліцейський                          |

### Нагороди та номінації
| рік  | Асоціація                                    | Категорія                                                                  | Робота                           | Результат |
| ---- | -------------------------------------------- | -------------------------------------------------------------------------- | -------------------------------- | --------- |
| 2004 | Премія «Супутник»                            | Найкраща жіноча роль в телесеріалі - комедія або мюзикл                    | Суботнім вечором в прямому ефірі | Номінація |
| 2007 | Премія «NAACP Image»                         | Краща жіноча роль у комедійному серіалі                                    |                                  | Номінація |
| 2009 | Асоціація кінокритиків Вашингтона            | Найкраща жіноча роль                                                       | У дорозі                         | Номінація |
|      | Асоціація кінокритиків Сент-Луїса            | Найкраща жіноча роль                                                       |                                  | Номінація |
|      | Асоціація кінокритиків Юти                   | Найкраща жіноча роль                                                       |                                  | Номінація |
| 2011 | Премія «Супутник»                            | Найкраща жіноча роль другого плану - міні-серіал, телесеріал або телефільм | Усю ніч безперервно              | Номінація |
|      | Спілка кінокритиків Фінікса                  | Найкращий акторський склад                                                 | Дівич-вечір у Вегасі             | Номінація |
| 2012 | Прайм-тайм премія «Еммі»                     | Найкраща запрошена актриса в комедійному серіалі                           | Суботнім вечором в прямому ефірі | Номінація |
|      | Премія «NAACP Image»                         | Найкраща жіноча роль другого плану в комедійному серіалі                   | Усю ніч безперервно              | Номінація |
|      | Премія «Супутник»                            | Найкраща жіноча роль другого плану - міні-серіал, телесеріал або телефільм |                                  | Номінація |
|      | Премія «MTV»                                 | Найкращий WTF момент (спільно з акторським складом)                        | Дівич-вечір у Вегасі             | Перемога  |
|      | Премія Гільдії кіноакторів США               | Кращий акторський склад в ігровому кіно                                    |                                  | Номінація |
| 2013 | Спілка кінокритиків Фінікса                  | Найкращий акторський склад                                                 | Дорога, дорога додому            | Номінація |
| 2014 | Премія «Незалежний дух»                      | Приз імені Роберта Олтмена (спільно з акторським складом)                  | Вроджена вада                    | Перемога  |
| 2017 | Премія Гільдії сценаристів США               | Найкращий сценарій у комедійному серіалі, вар'єте чи скетч-шоу             | Мая і Марті                      | Номінація |
|      | Асоціація онлайн-критиків кіно і телебачення | Найкраща жіноча роль у вар'єте-шоу                                         |                                  | Номінація |
| 2018 | Прайм-тайм премія «Еммі»                     | Найкраща запрошена акторка у комедійному серіалі                           | У кращому світі                  | Номінація |
| 2018 | Асоціація онлайн-критиків кіно і телебачення | Найкраща запрошена акторка у комедійному серіалі                           | У кращому світі                  | Перемога  |